# Буракаева, Зухра Диккатовна
Зухра Диккатовна Буракаева (баш. Зөһрә Диҡҡәт ҡыҙы Бураҡаева; род. 1973, Уфа) — прозаик, переводчик, публицист, драматург. Член Союза писателей России и Союза писателей Республики Башкортостан (2009). Член Союза кинематографистов России и Союза кинематографистов Республики Башкортостан (2016). Лауреат Государственной республиканской молодёжной премии в области литературы и искусства имени Шайхзады Бабича (2008).
Лауреат Государственной премии Республики Башкортостан имени Салавата Юлаева в области литературы, искусства и архитектуры (2021) 
22 января 2021 года избрана Председателем Союза кинематографистов Башкортостана.

## Биография
Родилась в Уфе в многодетной семье известного в республике учёного-геолога и журналиста Дикката Насретдиновича Буракаева (1932—1981) и писательницы, общественного деятеля, педагога Марьям Буракаевой.

Окончила отделение художественного перевода Литературного института имени М. Горького (мастерская Ахияра Хакимова) в составе группы башкирских переводчиков; курсы сценаристов при ВИППК (мастерская А.Леонтьева,М.Туманишвили по специальности «кинодраматург») в Москве.
В 1995—2016 годах работала редактором киностудии «Башкортостан», заведующей литературным отделом Молодёжного театра имени Мустая Карима.
Сотрудник Фонда имени Мустая Карима (учредители — внук поэта, российский предприниматель Тимербулат Каримов, его дети-Альфия Мустафовна Каримова, Ильгиз Мустафович Каримов (1942—2019)) .
Активно участвует в общественной жизни. Соорганизатор фестивалей «Женское кино Башкортостана» (2017, 2018 г.г.), программный директор I Международного кинофорума «Слово Земли» (2018), исполнительный директор IV Международного кинофестиваля «Серебряный Акбузат» (2019), в которых регулярно принимают участие кинематографисты из более 30 субъектов РФ и около 30 представителей других стран.

## Творчество
Постановки по её произведениям и сценариям в республиканских театрах: "Последняя песнь деда Коркута" (инсценировка З. Буракаевой, реж. З. Сулейманов), «Дыхание рая» (сценарий З.Буракаевой и И.Казакбаева, реж. И.Казакбаев), «Рух иле» («Душевная страна», режиссёр А. Имамутдинов), «Их, өс егет, өс егет…» («Эх, парни…», реж. Р. Хакимов), «Февраль. Буран» — о народном поэте Башкортостана Рами Гарипове (режиссёр Х. Үтяшев);
Инсценировки: по повести Н. Носова («Приключения Незнайки», реж. З. Сулейманов), по роману турецкого писателя Р. Гюнтекина «Птичка певчая» (реж. И. Гилязев), по средневековому дастану тюрок- огузов «Китабе деде Коркут» (реж. З. Сулейманов, удостоена Международной премии ТЮРКСОЙ и диплома VIII Международного фестиваля тюркоязычных театров «Тысяча дыханий — один голос», Турция, город Конья , 1916);
Автор пьес: пьеса для детей «Приключения обезьянки Бьянки», по пьесе поставлен спектакль реж. Р. Хәкимов. В Башкирском государственном театре кукол был поставлен спектакль- квест «Семь волшебных желаний», обучающий башкирскому языку (2017).
Автор сценариев многих документальных фильмов, анимационного сериала «Приключения Урала и Шүльгена» (реж. А. Байрамгулова), комедия «Спасибо» (в соавторстве с Тансулпан Буракаевой, режиссёр — А. Райбаев), молодёжная мелодрама «Звезда моя» (реж. Т. Бураҡаева, снят художественный фильм); краткометражные фильмы «Карусель», «Листик», «Лесная тропа», «Идёт снег», комедийный сериал «Соседи» комедия (реж. Р. Пожидаев; документальные фильмы : «Загир Исмагилов», «Поднимаясь в гору» (к 100-летию поэта- фронтовика Ханифа Карима), «О Гюлли Мубаряковой» («Сказка о маленькой Гюлли», о народной артистке СССР Г. А. Мубаряковой), «Земледелец» (о Хусаине Кулмухаметове из деревни Зианчуринского района Республики Башкортостан).
Подготовила к печати школьные дневники и рукописи поэта Рами Гарипова «Киләсәккә юл ярам»(«Прокладываю путь в будущее»), «Пилот яҙмалары» («Записки пилота»), «Уҡыу океаны» («Океан школьника»), их редактор и автор предисловия.
Соавтор телесериала «Бирешмә!» («Не сдавайся!») детского телеканала «Тамыр», который регулярно выходит на Башкирском телевидении.
Автор проекта «Я учу башкирский» Башкирского спутникового телевидения, автор песни «Я учу башкирский язык».
В республиканской печати, в сборниках стихов, в литературных журналах «Дружба народов», «Крещатик» (Германия) вместе с переводчиком Айдаром Хусаиновымрегулярно публикует переводы произведений башкирских писателей и собственные сочинения.

Известный переводчик Айдар Хусаинов о Зухре Буракаевой- переводчике:
 Переводчик словно амфибия, которая обитает в двух средах, должен уметь понимать автора, не выпячивать свое я, а с уважением передавать, транслировать то, что хотел сказать автор. У Зухры это получается хорошо, достойно. 
Зухра Буракаева перевела на русский язык книгу Айгиза Баймухаметова «Урам балалары» («Дети улицы», 2018), изданную в рамках Федеральной программы «Культура России (2012—2018)».

## Произведения
- Сборник рассказов «Хыялый япраҡ» (Очарованный листик) («Китап», 2005);
- Переводы сказок народов мира для серии «Донъя әҙәбиәте ҡиммәттәре башҡорт телендә» (« Сокровища мировой литературы на башкирском языке»[19]: Герберт Уэллс «Война миров», две новеллы Проспера Мериме; «Әңгер-кәңгер, кәңгерләк» (английские шуточные лимерики), «Белоснежка и семь гномов», «Орёл и пустыня», «Красная шапочка»; сказки «Гуси -лебеди» в сотрудничестве с Гульсирой Гиззатуллиной и др., «Инеш», 2010)[20];
- Для серии «Сокровища мировой литературы на башкирском языке» — переводы произведений мировой детской литературы для внеклассного чтения («Инеш», 2010—2013).
- Сценарий серии "Звездопад" Смешариков (был отвержен)

## Песни на слова Зухры Буракаевой
- «Уяу бул, башҡортом» («Очнись, башкир!», музыка У. Идельбаева)
- «Мы вместе — Башкортостан» (музыка У. Идельбаева)
- для комедии «Спасибо»: «Рәхмәт һиңә» («Спасибо тебе», музыка Г. Юламанова)
- «Ышанмаһаң әкиәткә, ышанма» («Можешь не верить в сказку», музыка У. Идельбаева)
- для художественного фильма «Звезда моя»: «Звезда моя» (музыка И. Абдуллина)
- для спектакля «Артур и Нэнси» (реж. З. Сулейманов): «Песня короля», «Встреча» (музыка И. Абдуллина)
- для спектаклей «Маугли», «Душевная страна», «Семь волшебных желаний» (музыка У.Идельбаева)
- для спектакля «Соседи» «Рок умер» (музыка Р. Пожидаева)
- для телесериала «Не сдавайся!» «Вдребезги», «Не сдавайся» (музыка Айдара Хамзина)[21].

## Стихи, написанные на русском языке
- Проснуться на твоем плече… (2016)
- Старшая (2016)
- Сквозь серость моросящего дождя… (2016)
- Вино (2015)
- Покорение столицы (2014)
- Одноклассник (2014)
- Аквариум любви (2014)
- Весна (2014)
- Улетаю (2014)
- Долгое настоящее (2014)
- Части (2014)
- Товарный состав (2014)
- Глаза волка (2014)
- Дикий зверь (2014)[22]

## Награды и почетные звания
- Лауреат Молодёжной премии Республики Башкортостан имени Шайхзады Бабича — за большой вклад в развитие и пропаганду национальной литературы и переводы литературных произведений (2008).
- Лауреат премии для русскоязычных авторов «Новые писатели-2015» (Москва, 2015)[23].

## Видео
- Видео Кинодраматург Зухра Буракаева
- Видео Урал-батыр (2013).Моя звезда (2010). Рахмат (2007)